# Travesía (urbanismo)

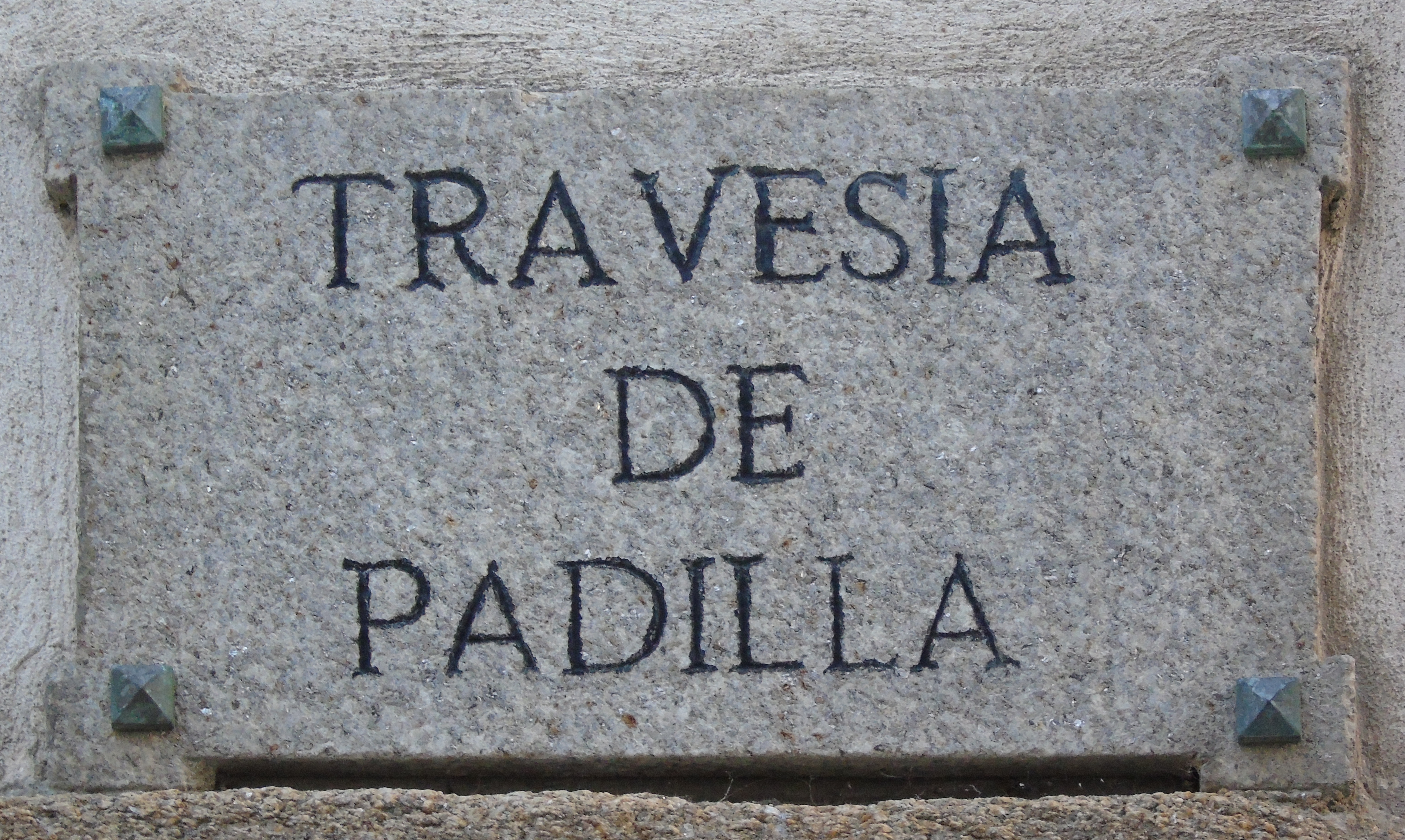
Cartela en piedra, de la Travesía de Padilla, en La Coruña (España)

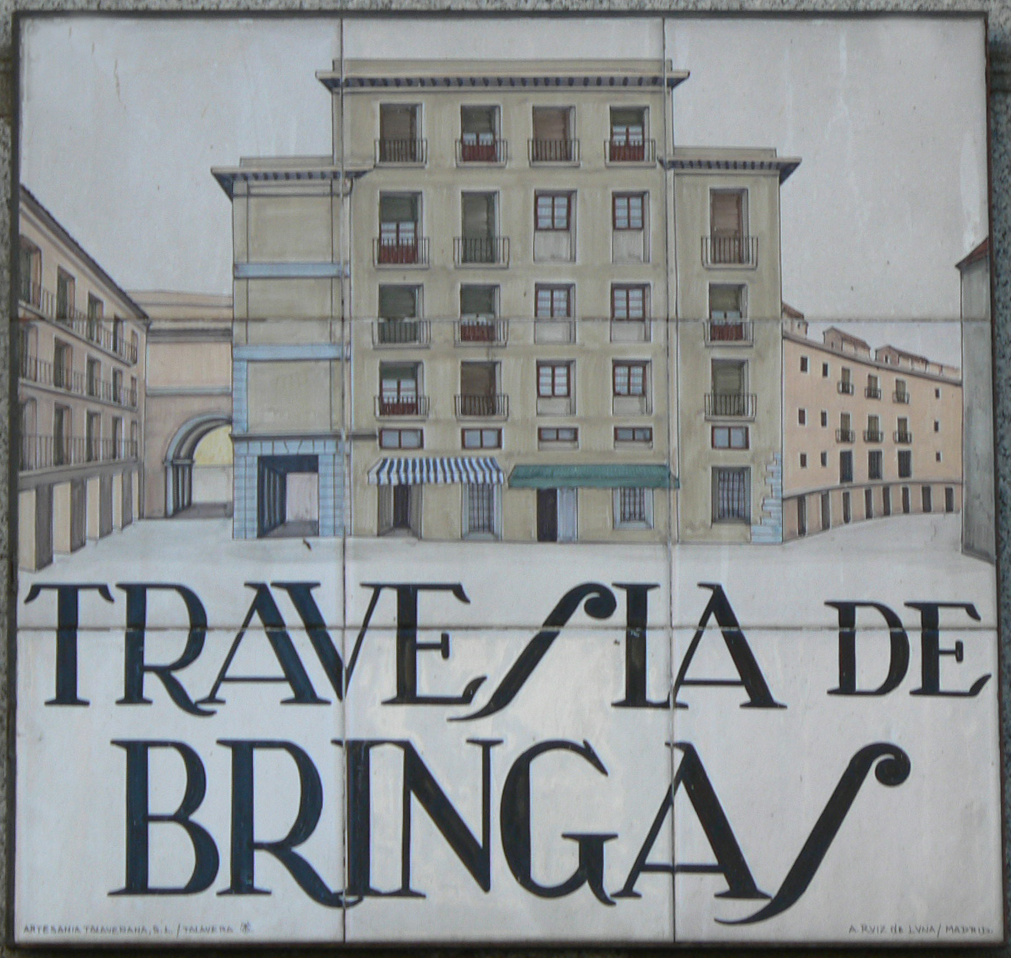
Travesía de Bringas, en Madrid (España)

Travesía, en urbanismo, puede designar diferentes tipos de vía, bien en el propio centro urbano o en su entorno. Por lo general denomina al callejón que une dos calles principales o al camino que une de manera transversal dos vías o caminos mayores. También se denomina así a un tramo de calle que atraviesa una población (travesía como calle principal). Fernández de los Ríos las definió como «calle subalterna que sirve de comunicación entre dos más importantes, de una de las que suele tomar el nombre».
Su etimología la presenta como forma femenina de travesío (camino o vía transversal) y este a su vez de través. Es pues sinónimo de vía o camino transversal o traviesa, además de nombre alternativo para pasaje, calleja o callejuela.